# الدوري الإنجليزي لكرة القدم 1995–96
الدوري الإنجليزي لكرة القدم 1995–96 (بالإنجليزية: 1995–96 Football League)‏ هو موسم من دوري كرة القدم الإنجليزي. فاز فيه نادي سندرلاند.